# Festiwal Muzyczny w Łańcucie
Festiwal Muzyczny w Łańcucie – impreza kulturalna w Łańcucie, koncentrująca się na muzyce kameralnej.
Festiwal odbywa się co roku w maju. Koncerty odbywają się w zabytkowych wnętrzach sali balowej Zamku w Łańcucie, zamkowym parku (koncerty plenerowe), bazylice oo. Bernardynów w Leżajsku, synagodze łańcuckiej oraz sali koncertowej Filharmonii Podkarpackiej.
Pierwszy cykl koncertów, pod nazwą Dni Muzyki Kameralnej, zorganizowano w 1961 z inicjatywy Janusza Ambrosa, ówczesnego kierownika artystycznego i dyrygenta Filharmonii Rzeszowskiej. Po 20 latach przerodził się on w Festiwal Muzyki (kierownictwo powierzono Bogusławowi Kaczyńskiemu), a od 1991 w Festiwal Muzyczny w Łańcucie.